# Джеси Мъри
Джеси Маргарет Мъри (на английски: Jessie Margaret Murray) е английски психолог и психоаналитик, известна с приносите си за психоанализата в Англия. Член е на Британското психоаналитично общество и движението на суфражетките.

## Биография
Родена е през 1867 година в Индия в семейството на Хю Мъри, лейтенант от кралската артилерия. През 1880 г. семейството се връща във Великобритания. През 1900 започва да учи медицина в Лондонската женска школа по медицина. Завършва през 1909 Университета в Дърам и се фокусира върху медицинската психология. След това посещава лекции по клинична психология на Пиер Жане в Париж. Между 1908 и 1920 г. тя периодично учи психология в Университетски колеж Лондон и става доктор през 1919 г.
Джеси Мъри, Джулия Търнър и Ектор Мънро основават през 1913 г. клиниката Брънсуик скуеър. Джеси застава начело на клиниката до смъртта си през 1920 г. От 1915 г. в клиниката има психоаналитично обучение, като обикновено аналитици са Джеси Мъри и Джулия Търнър. Сред британските аналитици, които преминават обучителна анализа в клиниката са Нина Сийръл, Сюзън Съдърланд, Силвия Пейн, Джеймс Глоувър, Мери Чадуик и Ела Шарп.
Умира на 25 септември 1920 година от рак на яйчниците. През 1922 г. е затворена и клиниката Брънсуик.